# Primitivele funcțiilor exponențiale
Următorul articol este o listă de integrale (primitive) de funcții exponențiale. Pentru o listă cu mai multe integrale, vezi tabel de integrale și lista integralelor.
{\displaystyle \int e^{cx}\;dx={\frac {1}{c}}e^{cx}}
{\displaystyle \int a^{cx}\;dx={\frac {1}{c\ln a}}a^{cx}\qquad {\mbox{(pentru }}a>0,{\mbox{ }}a\neq 1{\mbox{)}}}
{\displaystyle \int xe^{cx}\;dx={\frac {e^{cx}}{c^{2}}}(cx-1)}
{\displaystyle \int x^{2}e^{cx}\;dx=e^{cx}\left({\frac {x^{2}}{c}}-{\frac {2x}{c^{2}}}+{\frac {2}{c^{3}}}\right)}
{\displaystyle \int x^{n}e^{cx}\;dx={\frac {1}{c}}x^{n}e^{cx}-{\frac {n}{c}}\int x^{n-1}e^{cx}dx}
{\displaystyle \int {\frac {e^{cx}\;dx}{x}}=\ln |x|+\sum _{i=1}^{\infty }{\frac {(cx)^{i}}{i\cdot i!}}}
{\displaystyle \int {\frac {e^{cx}\;dx}{x^{n}}}={\frac {1}{n-1}}\left(-{\frac {e^{cx}}{x^{n-1}}}+c\int {\frac {e^{cx}}{x^{n-1}}}\,dx\right)\qquad {\mbox{(pentru }}n\neq 1{\mbox{)}}}
{\displaystyle \int e^{cx}\ln x\;dx={\frac {1}{c}}e^{cx}\ln |x|-\operatorname {Ei} \,(cx)}
{\displaystyle \int e^{cx}\sin bx\;dx={\frac {e^{cx}}{c^{2}+b^{2}}}(c\sin bx-b\cos bx)}
{\displaystyle \int e^{cx}\cos bx\;dx={\frac {e^{cx}}{c^{2}+b^{2}}}(c\cos bx+b\sin bx)}
{\displaystyle \int e^{cx}\sin ^{n}x\;dx={\frac {e^{cx}\sin ^{n-1}x}{c^{2}+n^{2}}}(c\sin x-n\cos x)+{\frac {n(n-1)}{c^{2}+n^{2}}}\int e^{cx}\sin ^{n-2}x\;dx}
{\displaystyle \int e^{cx}\cos ^{n}x\;dx={\frac {e^{cx}\cos ^{n-1}x}{c^{2}+n^{2}}}(c\cos x+n\sin x)+{\frac {n(n-1)}{c^{2}+n^{2}}}\int e^{cx}\cos ^{n-2}x\;dx}
{\displaystyle \int xe^{cx^{2}}\;dx={\frac {1}{2c}}\;e^{cx^{2}}}
{\displaystyle \int {1 \over \sigma {\sqrt {2\pi }}}\,e^{-{(x-\mu )^{2}/2\sigma ^{2}}}\;dx={\frac {1}{2\sigma }}(1+{\mbox{erf}}\,{\frac {x-\mu }{\sigma {\sqrt {2}}}})}
{\displaystyle \int e^{x^{2}}\,dx=e^{x^{2}}\left(\sum _{j=0}^{n-1}c_{2j}\,{\frac {1}{x^{2j+1}}}\right)+(2n-1)c_{2n-2}\int {\frac {e^{x^{2}}}{x^{2n}}}\;dx\quad {\mbox{pentru }}n>0,}
unde {\displaystyle c_{2j}={\frac {1\cdot 3\cdot 5\cdots (2j-1)}{2^{j+1}}}={\frac {2j\,!}{j!\,2^{2j+1}}}\ .}
{\displaystyle \int _{-\infty }^{\infty }e^{-ax^{2}}\,dx={\sqrt {\pi  \over a}}} (Integrala gaussiană)
{\displaystyle \int _{-\infty }^{\infty }xe^{-a(x-b)^{2}}\,dx=b{\sqrt {\pi  \over a}}}
{\displaystyle \int _{-\infty }^{\infty }x^{2}e^{-ax^{2}}\,dx={\frac {1}{2}}{\sqrt {\pi  \over a^{3}}}}
{\displaystyle \int _{0}^{\infty }x^{2n}e^{-{x^{2}}/{a^{2}}}\,dx={\sqrt {\pi }}{(2n)! \over {n!}}{\left({\frac {a}{2}}\right)}^{2n+1}}
{\displaystyle \int _{-\infty }^{\infty }e^{-{x^{2}}/{a^{2}}}\cos bx\,dx=a{\sqrt {\pi }}(\sin {a^{2}b^{2} \over 4}+\cos {a^{2}b^{2} \over 4})}
{\displaystyle \int _{0}^{2\pi }e^{x\cos \theta }d\theta =2\pi I_{0}(x)} ({\displaystyle I_{0}} este funcția Bessel de speța I modificată)
{\displaystyle \int _{0}^{2\pi }e^{x\cos \theta +y\sin \theta }d\theta =2\pi I_{0}\left({\sqrt {x^{2}+y^{2}}}\right)}
{\displaystyle \int _{0}^{\infty }x^{a}e^{-bx}dx={\frac {a!}{b^{a+1}}}}